# Paul Berg (Snowboarder)
Paul Berg (* 26. September 1991 in Bergisch Gladbach) ist ein deutscher Snowboarder. Er startet in der Disziplin Snowboardcross.

## Werdegang
Auch seine jüngere Schwester Luca Berg (* 1993) war als Snowboarderin aktiv.
Berg nahm von 2008 bis 2012 vorwiegend am Europacup teil. Sein erstes Weltcuprennen fuhr er im Januar 2012 in Veysonnaz, welches er auf dem 29. Platz im Snowboardcross beendete und damit auch seine ersten Weltcuppunkte gewann. In der Saison 2012/13 erreichte er im Weltcup vorwiegend hintere Platzierungen. Der 18. Platz beim Weltcuprennen in Arosa war sein bestes Resultat in der Saison. Im Dezember 2013 holte er in Lake Louise mit dem fünften Rang im Snowboardcross seine erste Top-Zehn-Platzierung im Weltcup. Bei den Olympischen Winterspielen 2014 in Sotschi kam er auf den 13. Platz im Snowboardcross.
Beim letzten Rennen der Saison 2013/14 in La Molina holte er seinen ersten Weltcupsieg. Die Saison beendete er auf dem zweiten Rang in der Snowboardcrosswertung. Bei den Snowboard-Weltmeisterschaften 2015 am Kreischberg belegte er den elften Platz. Im März 2017 kam er bei den Snowboard-Weltmeisterschaften in Sierra Nevada auf den 35. Rang. In der Saison 2017/18 errang er bei zwölf Weltcupstarts, fünfmal eine Platzierung unter den ersten Zehn, darunter Platz drei in Feldberg und Rang in Val Thorens und erreichte damit den vierten Platz im Snowboardcross-Weltcup. Zudem gewann er zusammen mit Konstantin Schad den Teamwettbewerb in Veysonnaz. Bei den Olympischen Winterspielen 2018 in Pyeongchang belegte er den 19. Platz im Snowboardcross.
In der Saison 2018/19 errang Berg den achten Platz im Snowboardcross-Weltcup. Dabei belegte er am Feldberg den zweiten Platz. Bei den Snowboard-Weltmeisterschaften 2019 in Park City wurde er Vierter im Einzel und holte im Teamwettbewerb die Bronzemedaille.
Bei den Snowboard-Weltmeisterschaften belegte er im Februar 2021 in Idre (Schweden) als zweitbester Deutscher den sechsten Rang im Snowboardcross und bei den Olympischen Winterspielen 2022 in Peking den 18. Platz.

## Teilnahmen an Weltmeisterschaften und Olympischen Winterspielen

### Olympische Winterspiele
- 2014 Sotschi: 13. Platz Snowboardcross
- 2018 Pyeongchang: 19. Platz Snowboardcross
- 2022 Peking: 18. Platz Snowboardcross

### Snowboard-Weltmeisterschaften
- 2015 Kreischberg: 11. Platz Snowboardcross
- 2017 Sierra Nevada: 12. Platz Snowboardcross Team, 35. Platz Snowboardcross
- 2019 Park City: 3. Platz Snowboardcross Team, 7. Platz Snowboardcross
- 2021 Idre: 6. Platz Snowboardcross
- 2023 Bakuriani: 33. Platz Snowboardcross
- 2025 Engadin: 25. Platz Snowboardcross

## Weltcupsiege und Weltcup-Gesamtplatzierungen

### Weltcupsiege
| Nr. | Datum             | Ort         |
| --- | ----------------- | ----------- |
| 1.  | 15. März 2014     | La Molina   |
| 2.  | 13. Dezember 2017 | Val Thorens |

### Weltcup-Gesamtplatzierungen
| Saison  | Platz | Punkte |
| ------- | ----- | ------ |
| 2011/12 | 62.   | 0069   |
| 2012/13 | 40.   | 0299   |
| 2013/14 | 02.   | 2150   |
| 2014/15 | 39.   | 0095   |
| 2015/16 | –     | –      |
| 2016/17 | 45.   | 0234   |
| 2017/18 | 4.    | 3755,5 |
| 2018/19 | 8.    | 1388,2 |
| 2019/20 | 9.    | 1735   |
| 2020/21 | 21.   | 85     |
| 2021/22 | 20.   | 113    |
| 2022/23 | 19.   | 124    |
| 2023/24 | 25.   | 139    |
| 2024/25 | 32.   | 82     |